# مورچه سیاه باغچه

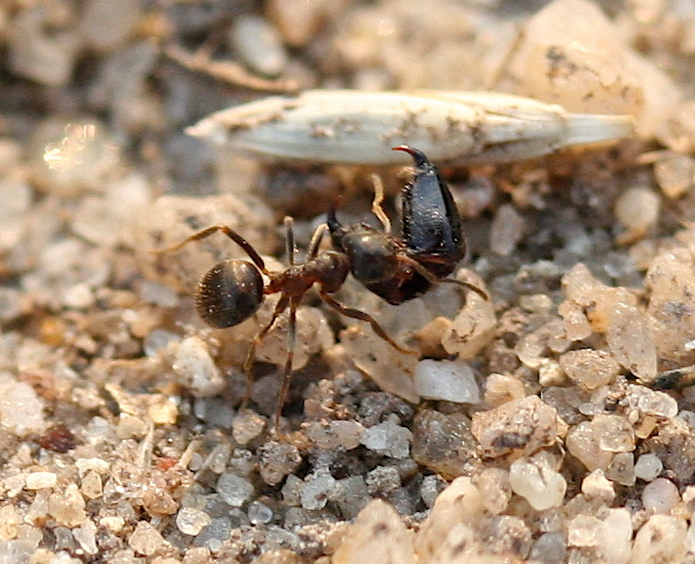
مورچه سیاه باغچه با فک پایین عنکبوت

مورچه سیاه باغچه (Lasius niger)، که همچنین به عنوان مورچه سیاه معمولی شناخته می‌شود، یک مورچه از زیرخانوادهٔ موریان، گونه‌ای از زیرسردهٔ Lasius است که در سراسر اروپا و در برخی از مناطق آمریکای شمالی، آمریکای جنوبی، آسیا و استرالیا یافت می‌شود. گونه اروپایی به دو گونه تقسیم شد. L. niger که در مناطق بازیافت می‌شوند و L. platythorax که در زیستگاه‌های جنگلی یافت می‌شود. این گونه تک‌جنس است، به این معنی که کلنی‌ها دارای یک ملکه هستند.
Lasius niger میزبان تعدادی انگل اجتماعی موقت از گروه Lasius mixtus از جمله Lasius mixtus و Lasius umbratus است.

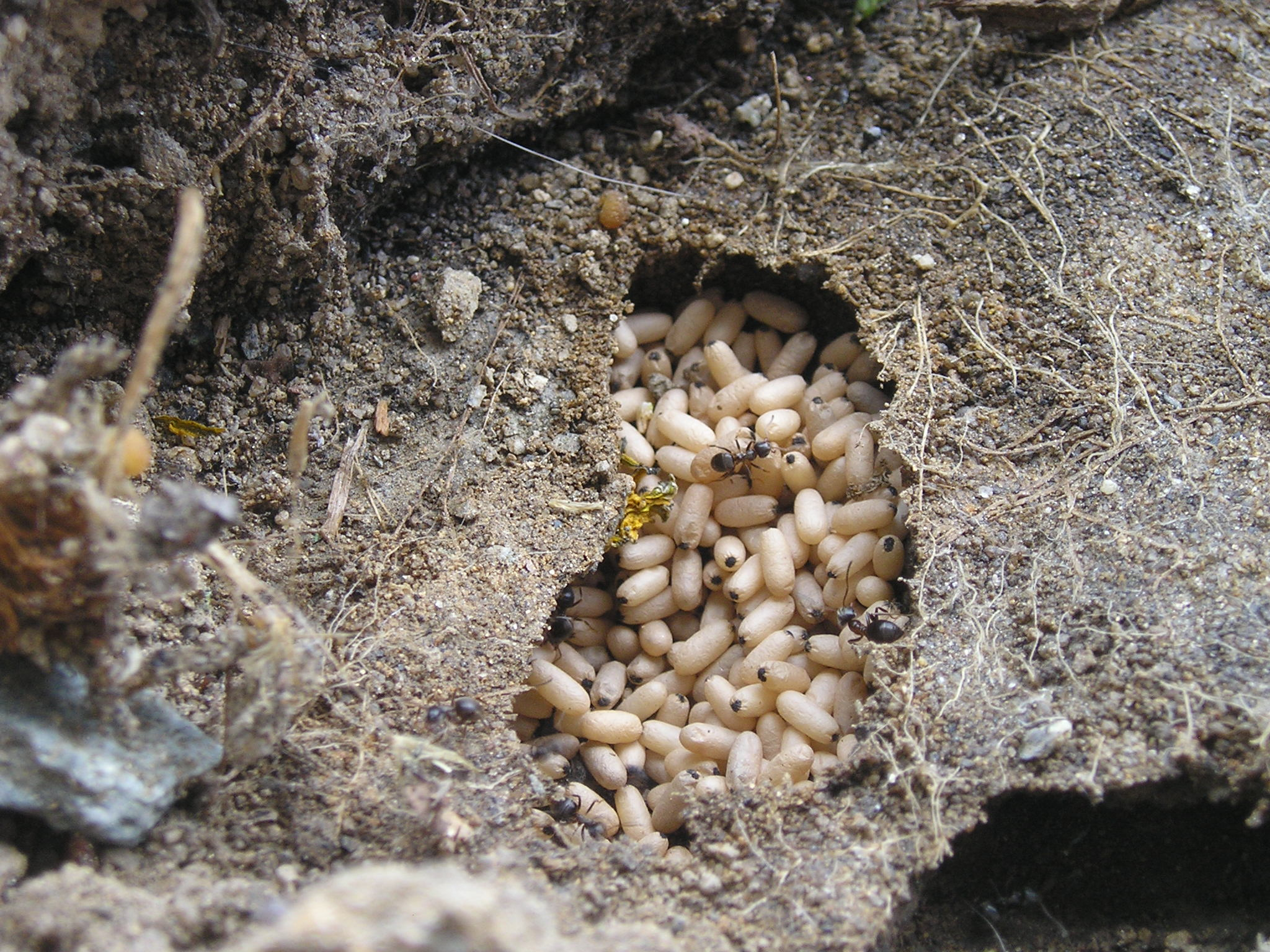
لانه Lasius niger